# 321年
| 千纪： | 1千纪                                                                                           |
| 世纪： | 3世纪 \| 4世纪 \| 5世纪                                                                         |
| 年代： | 290年代 \| 300年代 \| 310年代 \| 320年代 \| 330年代 \| 340年代 \| 350年代                       |
| 年份： | 316年 \| 317年 \| 318年 \| 319年 \| 320年 \| 321年 \| 322年 \| 323年 \| 324年 \| 325年 \| 326年 |
| 纪年： | 辛巳年（蛇年）；成汉玉衡十一年；前赵光初四年；东晋大兴四年；前凉建兴九年                        |

## 大事记
- 晉元帝司馬睿派遣戴淵為征西將軍、都督司、兗、豫、並、雍、冀六州諸軍事、司州刺史，以監督祖逖，祖逖甚為不快，又憂慮權臣王敦和寵臣劉隗等對立，內亂將會爆發，於是因激憤患病而死。
- 石勒派石虎和孔萇進攻厭次，段文鴦力戰被擒，段匹磾無力抵抗，亦被石虎所捕。至此，晉朝於河北的各個藩鎮皆被攻陷。

## 逝世
- 祖逖，东晋名将（266年出生，55岁）。